# À nous deux Paris ! (film)
Pour plus de détails, voir Fiche technique et Distribution.
À nous deux Paris ! est un film français réalisé par Jean-Jacques Vierne, sorti en 1966.

## Fiche technique
- Titre : À nous deux Paris !
- Réalisation : Jean-Jacques Vierne
- Scénario : Antoine Blondin et Paul Guimard
- Photographie : Serge Rapoutet
- Musique : Olivier Despax et Janko Nilovic
- Production : Félix Film - Compagnie française de films
- Format : 35 mm - Son mono
- Pays de production :  France
- Durée : 95 minutes
- Date de sortie : 
  - France : 9 février 1966

## Distribution
- Michel Subor : Patrick Cartier
- Olivier Despax : Michel Lamballe
- Aram Stéphan : Clairvaux
- Claire Duhamel : Hélène Haguenauer
- Yori Bertin : Nadine
- Renaud Mary : Philippe Haguenauer
- Micheline Dax : Carmen
- Madeleine Lambert : Mme Haguenauer mère